# Epidendrum purpureum
Epidendrum purpureum är en orkidéart som beskrevs av João Barbosa Rodrigues. Epidendrum purpureum ingår i släktet Epidendrum och familjen orkidéer. Inga underarter finns listade i Catalogue of Life.